# Don't (film)
Pour les articles homonymes, voir Don't.
Don't  est un court métrage documentaire américain réalisé et produit par Robin Lehman (en),  sorti en 1974.
Il a remporté l'Oscar du meilleur court métrage documentaire en 1975.

## Synopsis
Le film décrit le cycle de la vie du papillon monarque.

## Fiche technique
- Réalisation : Robin Lehman (en)
- Production : Robin Lehman
- Musique : Frédéric Chopin[1]
- Durée : 19 minutes
- Date de sortie : 1974

## Récompenses et distinctions
- 1975 : Oscar du meilleur court métrage documentaire[2]